# Google Pixel
Google Pixel és una línia de dispositius electrònics de consum de Google que funcionen amb el sistema operatiu Chrome o Android. Aquesta marca es va presentar el febrer de 2013 amb la primera generació de Chromebook Pixel. Aquesta línia de Google Pixel inclou computadores portàtils i telèfons intel·ligents, juntament amb (de 2015 a 2017) la tauleta Pixel C. Els dispositius es poden comprar a través de Google Store o en botigues.

## Telèfons

### Pixel i Pixel XL

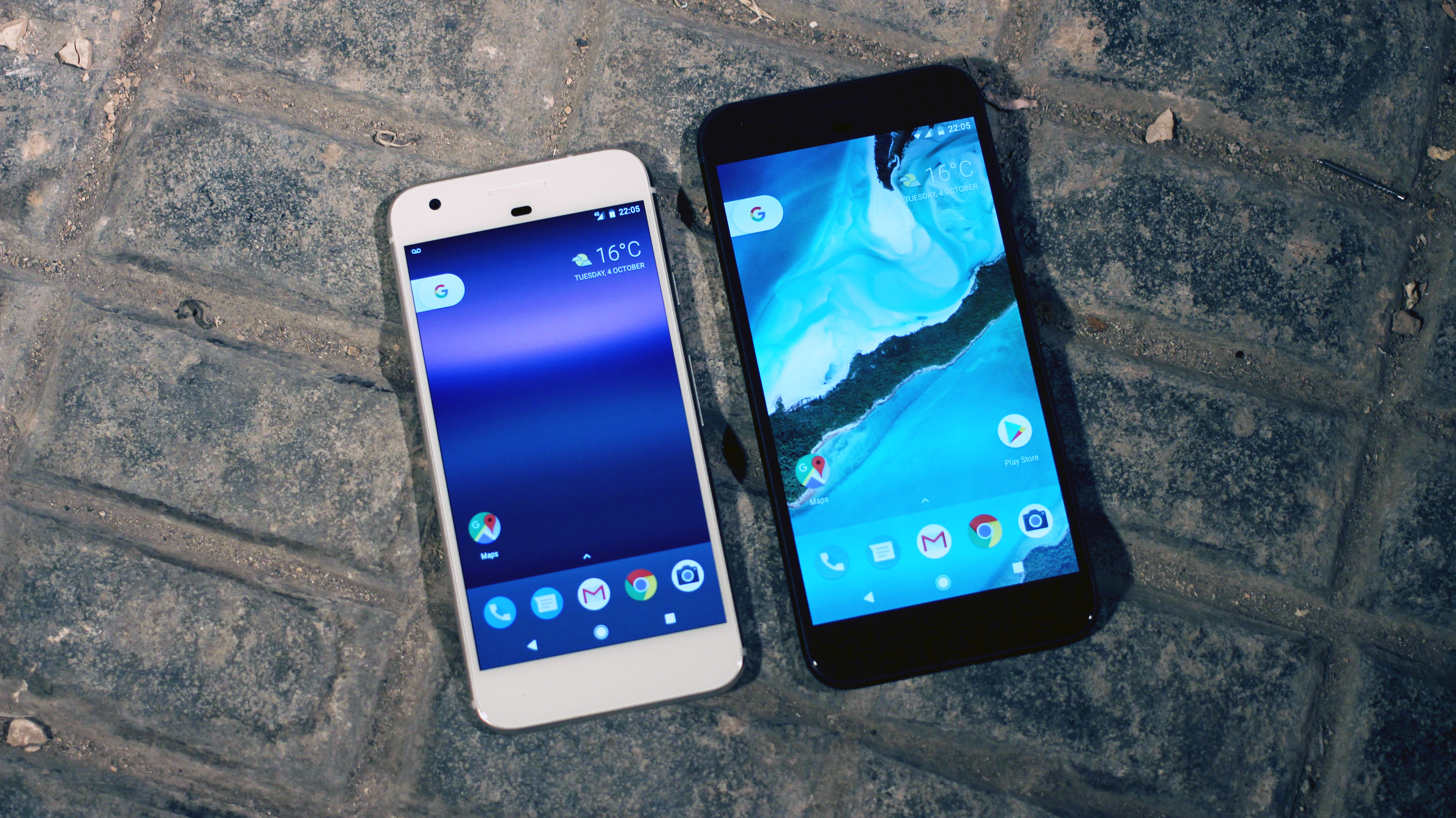
Telèfons intel·ligents Píxel i Píxel XL.

Google va anunciar la primera generació de telèfons intel·ligents Pixel i Pixel XL, el 4 d'octubre de 2016 durant l'esdeveniment #MadeByGoogle. Originalment van executar Android 7.1 Nougat. Google va emfatitzar la càmera en els dos telèfons, que es va classificar com la millor càmera de telèfon intel·ligent en DxOMarkMobile amb 90 punts fins que HTC va llançar l'U11, que també va obtenir 90 punts. Això es deu en gran part a optimitzacions de programari com HDR+. Els telèfons Pixel també inclouen emmagatzematge en el núvol il·limitat per a imatges a Google Fotos i un gestor d'arrencada desbloquejable.
- Pantalla: pantalla AMOLED de 5.0" amb resolució de 1080×1920 píxels (Píxel 2); pantalla FEU OLOR P de 6" amb resolució de 1440×2880 píxels (Píxel 2 XL); Totes dues pantalles tenen Corning Gorilla Glass 5.
- Processador: Qualcomm Snapdragon 835.
- Emmagatzematge: 64 GB o 128 GB.
- RAM: 4 GB LPDDR4X.
- Cambres: cambra posterior de 12.2 MP amb lent f/1.8, enfocament automàtic assistit per làser ANAR, estabilització d'imatge òptica i electrònica; Cambra frontal de 8 MP amb lent f/2.4
- Bateria: 2,700 mAh (Píxel 2); 3,520 mAh (Píxel 2 XL); tots dos són no extraïbles i tenen càrrega ràpida.
- Materials: disseny de unibody d'alumini amb revestiment híbrid; IP67 aigua i resistència a la pols.
- Colors: Just Black, Clearly White o Kinda Blue (Píxel 2); Just Black o Black & White (Píxel 2 XL).

### Pixel 2 i Pixel 2XL
Google va anunciar la sèrie Pixel 2, que consta de Pixel 2 i Pixel 2 XL, el 4 d'octubre de 2017.
- Pantalla: pantalla AMOLED de 5.0" amb resolució de 1080×1920 píxels (Pixel); pantalla AMOLED de 5.5" amb resolució de 1440×2560 píxels (Pixel XL).
- Processador: Qualcomm Snapdragon 821.
- Emmagatzematge: 32 GB o 128 GB.
- RAM: 4 GB LPDDR4.
- Càmeres: cambra del darrere de 12.3 MP amb lent f/2.0 i autofocus assistit per làser ANAR; grandària de píxel de 1,55 μm.[6][5] Càmera frontal de 8 MP amb lent f/2.4.
- Bateria: 2,770 mAh (Pixel); 3,450 mAh (Poxel XL); tots dos són no extraïbles i tenen càrrega ràpida.
- Colors: Very Silver, Quite Black o Really Blue (Edició Limitada)

Google va anunciar la sèrie Pixel 3, que consta de Pixel 3 i Pixel 3 XL, el 9 d'octubre de 2018
- Pantalla: 6.71in Quad-HD+ (2960x1440) POLED amb notch, Gorilla Glass 5
- Processador: Qualcomm Snapdragon 845 octa-core processador
- Adreno 630 GPU
- 6GB RAM
- 64GB/128GB emmagatzematge (no compatible amb microSD)
- 12.2Mp f/1.8 càmeres del darrere.
- 8Mp + 8Mp, f/1.8 càmera frontal dual
- Escàner d'empremta digital posterior
- IP67 resistència a l'aigua
- USB-C 3.1
- 3,430mAh bateria amb càrrega ràpida
- Càrrega sense fil
- 158x76.6x7.9mm
- Disponible solo en negre o en negre i blanc

## Tauletes

### Pixel C
El Pixel C va ser anunciat per Google en un esdeveniment el 29 de setembre de 2015, juntament amb els telèfons Nexus 5X i Nexus 6P (entre altres productes). El Pixel C inclou un port USB-C i un connector per a auriculars de 3,5 mm. El dispositiu es va enviar amb Android 6.0.1 Marshmallow, i més tard va rebre Android 7.x Nougat i Android 8.x Oreo. El Pixel C es va suspendre el desembre de 2017.
- Pantalla: pantalla de 10.2" amb resolució de 2560×1800 píxels.
- Processador: NVIDIA Tegra X1.
- Emmagatzematge: 32 o 64 GB.
- RAM: 3 GB.
- Càmeres: càmera del darrere de 8 MP; Càmera frontal de 2 MP.
- Bateria: 9000 mAh (no extraïble).

## Portàtils

### Chromebook Pixel (2013)

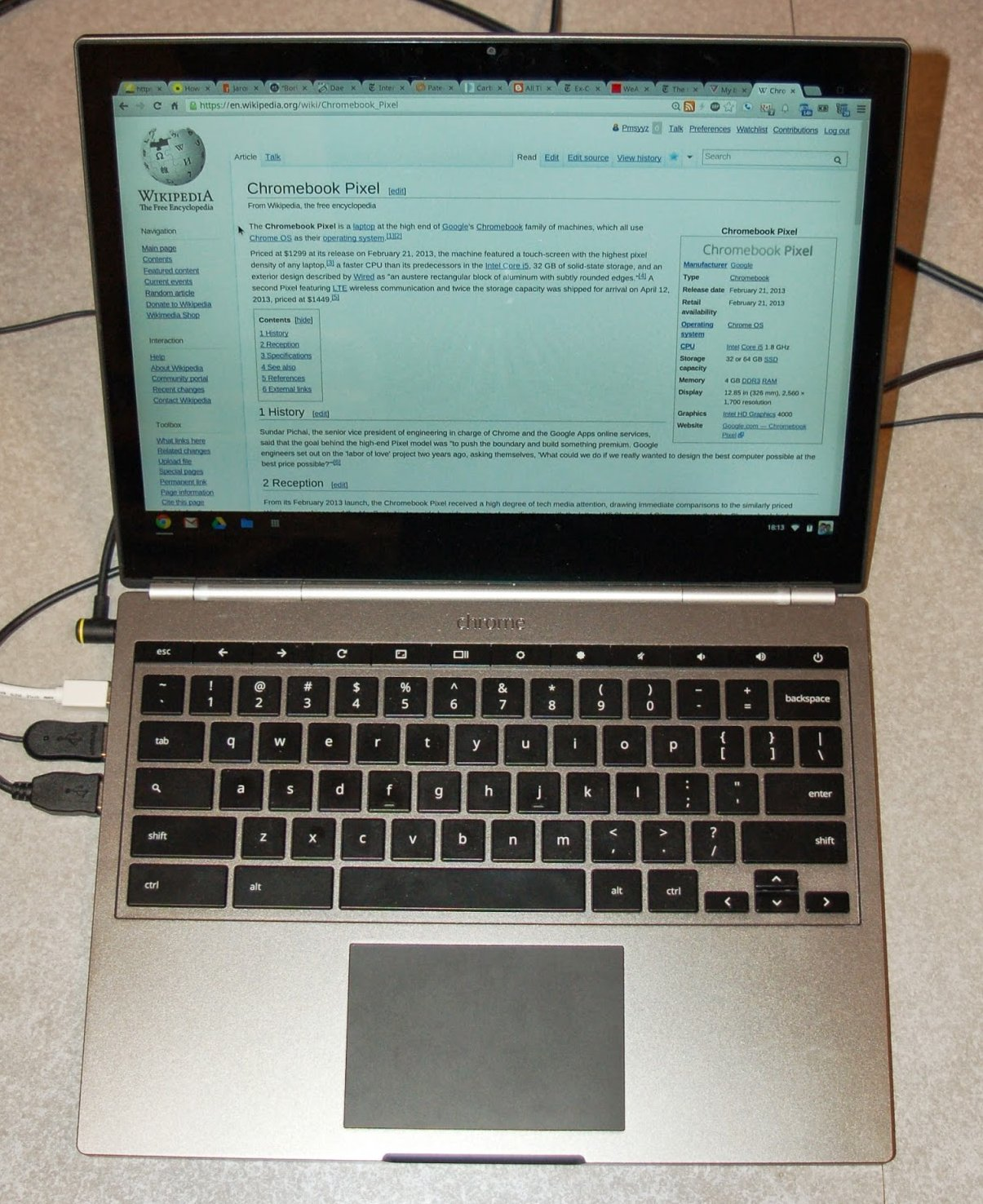
Chromebook Pixel (2013).

Google va anunciar la primera generació de Chromebook Pixel en una publicació de blog el 21 de febrer de 2013. La computadora portàtil inclou un lector SD/multicard, Mini DisplayPort, una combinació d'auriculars/micròfon, i 2 ports USB 2.0. Algunes de les altres característiques del dispositiu inclouen un teclat retroil·luminat, un “trackpad de vidre gravat al tacte que es pot fer clic completament”, altaveus estèreos integrats i dos micròfons incorporats.
- Pantalla: pantalla de 12.85" amb resolució de 2560×1700 píxels.
- Processador: 3.ª generació (Ivy Bridge) Processador Intel Core i5.
- Emmagatzematge: 32 GB d'emmagatzematge intern i 1 TB d'emmagatzematge en Google Drive durant 3 anys.
- RAM: 4 GB.
- Bateria: 59 Wh.

### Chromebook Pixel (2015)
L'11 de març de 2015, Google va anunciar la segona generació del Chromebook Píxel en una publicació de blog. El portàtil inclou dos ports USB-C, dos ports USB 3.0, una cissura per a targeta SD i una combinació de connector per a auriculars/micròfon. El dispositiu també té un teclat retroil·luminat, un “trackpad de vidre amb capacitat de pulsació múltiple”, “parlants estèreo incorporats” i dos micròfons incorporats, entre altres característiques.
Google va suspendre la versió 2015 del Chromebook Píxel el 29 d'agost de 2016.
- Pantalla: pantalla de 12.85" amb resolució de 2560×1700 píxels.
- Processador: processador Intel Core i5 o i7 de 5.ª generació (Broadwell).
- Emmagatzematge: 32 o 64 GB d'emmagatzematge intern i 1 TB d'emmagatzematge en Google Drive durant 3 anys.
- RAM: 8 o 16 GB.
- Bateria: 72 Wh.

### Pixelbook
El 4 d'octubre de 2017, Google va llançar la tercera generació del Chromebook Pixel, anomenat Google Pixelbook, en el seu esdeveniment Made by Google 2017.
- Pantalla: pantalla de 12.3" amb resolució de 2400×1600 píxels (235 ppp).
- Processador: Processador Intel Core i5 o i7 de 7.ª generació (Kaby Lake).
- Emmagatzematge: 128, 256 o 512 GB d'emmagatzematge intern.
- RAM: 8 o 16 GB.

## Accessoris

### Pixel Buds
En l'esdeveniment de "hardware” de Google d'octubre de 2017, es van presentar un conjunt d'auriculars sense fils juntament amb els telèfons intel·ligents Pixel 2. Els auriculars estan dissenyats per a telèfons amb Android Marshmallow o superior, i funcionen amb l'Assistent de Google. A més de la reproducció d'àudio i les cridades de resposta, els coixinets admeten la traducció a 40 idiomes mitjançant Google Translate. Els auriculars poden aparellar-se automàticament amb el Pixel 2 amb l'ajuda de l'Assistent de Google i “Pròxims”. Els Pixel Buds estan disponibles en els colors Just Black, Clearly White i Kinda Blue. Els auriculars tenen una capacitat de bateria de 120 mAh, mentre que l'estoig de càrrega que ve amb els Pixel Buds té una capacitat de bateria de 620 mAh. Els auriculars tenen un preu de $159.

### Pixelbook Pen
Juntament amb el llançament de Pixelbook l'octubre del 2017, Google va anunciar Pixelbook Pen, un llapis tàctil per usar amb el Pixelbook. Té sensibilitat a la pressió i suport per a l'Assistent de Google. El Pen està alimentat per una bateria AAAA reemplaçable i té un preu d'US $99.